# Hrvatski vaterpolski kup 1999.
Kup Hrvatske u vaterpolu igranom za 1999. je osvojila Splitska banka iz Splita.

## Sudionici
- Dubrovnik, Dubrovnik
- Jug, Dubrovnik
- Kvarner Express, Opatija
- Primorje - Croatia Line, Rijeka
- Jadran, Split
- Mornar - Brodospas, Split
- Splitska banka, Split
- Solaris, Šibenik
- Zadar, Zadar
- Medveščak - Croatia banka, Zagreb
- Mladost - Hrvatska Lutrija, Zagreb

## Ljestvice i rezultati

### Prednatjecanje
Igrano od 28. do 31. listopada u Rijeci.
| mj        | klub                      | ut        | pob       | ner       | por       | gol+      | gol-      | bod       |
| Skupina A | Skupina A                 | Skupina A | Skupina A | Skupina A | Skupina A | Skupina A | Skupina A | Skupina A |
| --------- | ------------------------- | --------- | --------- | --------- | --------- | --------- | --------- | --------- |
| 1.        | Splitska banka            | 4         | 4         | 0         | 0         | 56        | 19        | 8         |
| 2.        | Jadran                    | 4         | 2         | 0         | 2         | 35        | 36        | 4         |
| 3.        | Solaris                   | 4         | 2         | 0         | 2         | 31        | 33        | 4         |
| 4.        | Medveščak - Croatia banka | 4         | 2         | 0         | 2         | 31        | 42        | 0         |
| 5.        | Zadar                     | 4         | 0         | 0         | 4         | 24        | 47        | 0         |
|           |                           |           |           |           |           |           |           |           |
| Skupina B |                           |           |           |           |           |           |           |           |
| 1.        | Primorje - Croatia Line   | 3         | 3         | 0         | 0         | 38        | 22        | 6         |
| 2.        | Dubrovnik                 | 3         | 2         | 0         | 1         | 31        | 28        | 4         |
| 3.        | Mornar - Brodospas        | 3         | 1         | 0         | 2         | 18        | 24        | 2         |
| 4.        | Kvarner Express           | 3         | 0         | 0         | 3         | 21        | 24        | 0         |

### Četvrtzavršnica
Igrano 6. studenog 1999.
| klub1                      | klub2                   | rez. |
| -------------------------- | ----------------------- | ---- |
| Jadran                     | Primorje - Croatia Line | 8:17 |
| Splitska banka             | Mornar Brodospas        | 14:7 |
| Dubrovnik                  | Jug                     | 9:16 |
| MLadost - Hrvatska Lutrija | Solaris                 | 16:6 |

### Poluzavršnica
Igrano 17. studenog i 8. prosinca 1999.
| klub1                      | klub2                   | rez.        |
| -------------------------- | ----------------------- | ----------- |
| Splitska banka             | Primorje - Croatia Line | 15:6, 13:10 |
| Mladost - Hrvatska Lutrija | Jug                     | 14:4, 8:15  |

### Završnica
Igrano 15. i 21. prosinca 1999.
| klub1          | klub2 | rez.       |
| -------------- | ----- | ---------- |
| Splitska banka | Jug   | 13:8, 9:13 |

## Poveznice
- Prvenstvo Hrvatske u vaterpolu 1999./2000.